# Ouverture inférieure du thorax
L'ouverture inférieure du thorax (ou orifice de sortie du thorax ou circonférence inférieure du thorax ou base du thorax ou orifice inférieur du thorax ou ouverture caudale du thorax) est la base de la cavité thoracique, située au-dessus de la cavité abdominale dont elle est séparée par le diaphragme qui l'obture largement.

## Description
L'ouverture inférieure du thorax est fermée par le diaphragme qui s'insère sur son pourtour. Son orientation est oblique en bas et en avant.
Elle est beaucoup plus grande que l'ouverture supérieure du thorax : chez l'adulte, son diamètre moyen d'avant en arrière est de 12 cm et transversalement 26 cm.
À l'avant, elle est limitée par le processus xiphoïde et les cartilages costaux des septième à dixième côtes. Latéralement, elle est limitée par les onzième et douzième côtes. À l'arrière, elle est limitée par la douzième vertèbre thoracique.
À travers le diaphragme, passent la veine cave inférieure et l'œsophage. À travers le hiatus aortique, passent l'aorte abdominale et le conduit thoracique.